# Ivanko
Ivanko (en búlgaro: Иванко) fue un boyardo búlgaro o valaco, que estaba relacionado con la dinastía Asen.
Ivanko es mencionado por primera vez en 1196. En ese momento, el Imperio búlgaro estaba gobernado por Pedro IV e Iván Asen I, sus parientes. A su regreso de una campaña particularmente exitosa, Iván Asen descubrió que Ivanko había tenido un romance con la hermana de su esposa. El emperador pidió una reunión con Ivanko de inmediato, en medio de la noche. Este último, con la ayuda de sus amigos y probablemente co-conspiradores, escondió una espada bajo su manto y apuñaló a Asen durante la reunión. Después, tomó el control de Tarnovo, la capital del Imperio, intentado tomar el trono búlgaro para sí mismo.
Sin embargo, el emperador Pedro, reunió un ejército y sitió a Ivanko en Tarnovo. El refuerzo bizantino, sobre el que había confiado Ivanko, no llegó, pero pudo escapar de la ciudad en la noche y huir a Constantinopla. Rápidamente se convirtió en un favorito del emperador Alejo III Ángelo, adoptando el nombre propio Alejo (que es como Nicetas Coniates usualmente lo llama), e incluso se casó con Teodora Angelina, la nieta del emperador bizantino.  También se le confió el mando de la región de Filipópolis, cerca de la frontera con Bulgaria, donde luchó por un tiempo contra sus antiguos compatriotas.
Pronto, sin embargo, comenzó a reunir un ejército personal, reclutado de entre los búlgaros locales, y alrededor de 1197 o 1198 se rebeló contra el imperio, firmando una tregua y posiblemente incluso una alianza con el emperador Kaloján, el nuevo gobernante del Imperio búlgaro y el hermano menor de Pedro y Asen. En 1198, las fuerzas del protostrator Manuel Camitzes fueron enviadas en su contra. Incapaz de mantener la ciudad de Filipópolis, Ivanko huyó a los montes Ródope y sus numerosas fortalezas. Manuel Camitzes lo siguió, pero fue derrotado y capturado después de una batalla cerca de Batkun.
En el verano de 1200, el padrastro de Teodora Angelina, Teodoro Láscaris, lanzó una nueva ofensiva contra las posesiones de Ivanko. Después de ver la inexpugnabilidad de las fortalezas del Ródope, convenció al emperador para garantizar una reunión pacífica con Ivanko, con el objetivo de negociar una paz y la readmisión de Ivanko nuevamente entre los funcionarios bizantinos. Habiendo creído los juramentos del emperador, Ivanko había ido a la reunión pero fue capturado, y posiblemente siendo ejecutado poco después.